# Pont de Polleur
Le vieux pont de Polleur, surnommé localement le pont du Coucou est un pont de pierre sans doute d'origine romaine, situé dans le village belge de Polleur faisant partie de la commune de Theux en province de Liège.

## Localisation
Le pont franchit la Hoëgne, un affluent de la Vesdre dans le village ardennais de Polleur, à une centaine de mètres au sud de l'église Saint-Jacques.

## Historique

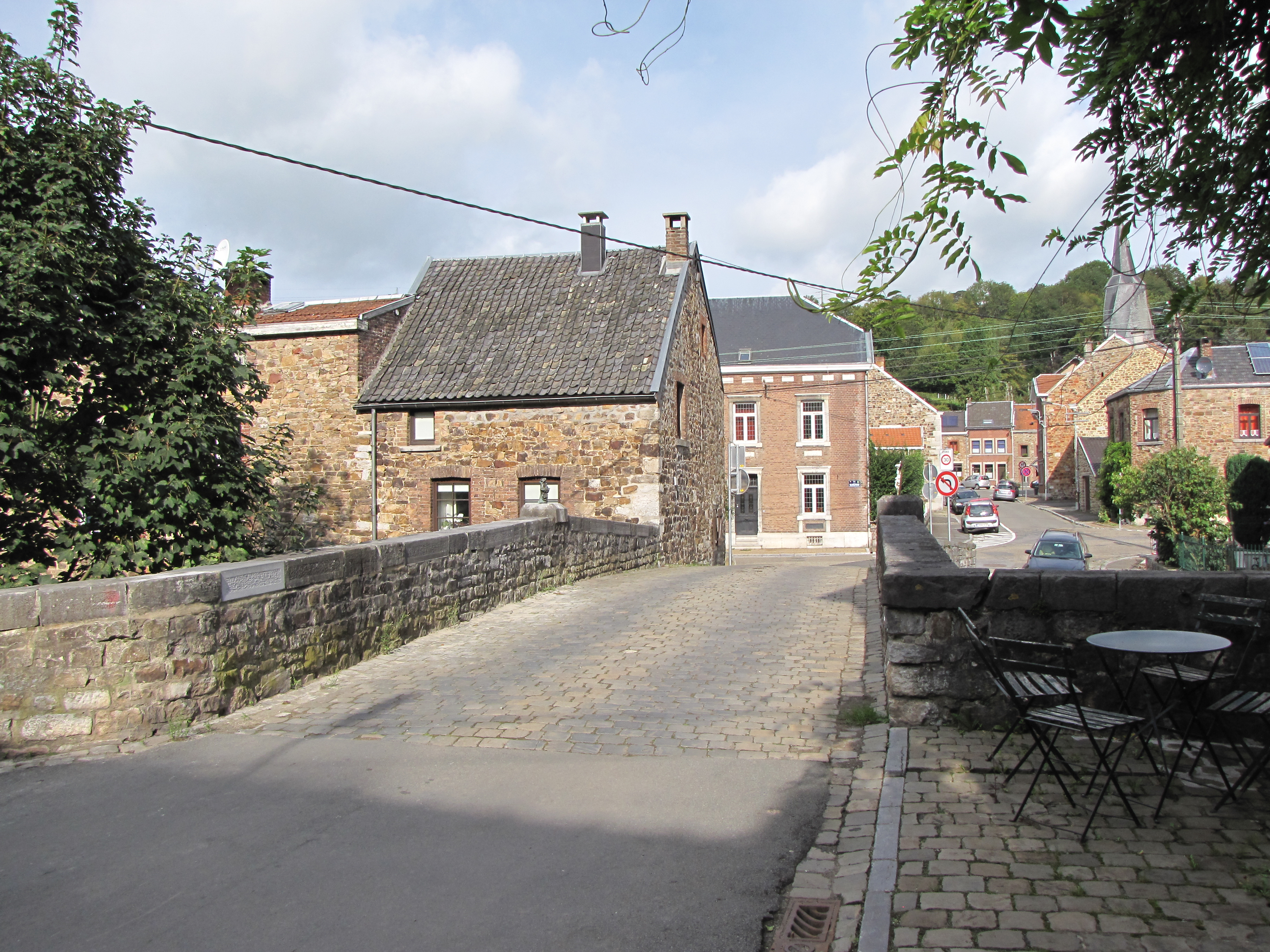

L'emplacement d'un pont à cet endroit date vraisemblablement de l'époque romaine. Ce pont faisait partie de la voie des Ardennes qui reliait Atuatuca Tungrorum, actuellement Tongres à Augusta Treverorum, actuellement Trèves et plus localement Ensival à Cokaifagne. Le pont actuel a été restauré ou reconstruit en 1767 à la suite d'une crue de la Hoëgne qui l'avait endommagé l'année précédente. Il a fait l'objet d'une restauration en 1978.
Le pont est surnommé par les habitants le pont du Coucou, faisant référence à la fête du Coucou, une manifestation folklorique organisée tous les deux en juillet pour chasser le coucou, cette måle biesse (sale bête) qui causait divers dommages dans les bois environnants.

## Description
Ce pont en pierre calcaire d'une longueur approximative de 22 m et d'une largeur d'environ 4 m se compose d'une voie imprimant un léger dos d'âne, pavée et bordée de parapets d'une hauteur d'un mètre. Sur chaque pierre surélevée placée au centre de ces parapets, se dressent, du côté amont, un Christ en croix datant de 1767 et reposant sur un socle aux bords portant l'inscription : ILB-1767-AFD et, du côté aval, une Vierge sculptée par Jacques Dubois en remplacement de la statue initiale, contemporaine au Christ en croix, qui avait été dérobée dans les années 1990. Le tablier du pont repose sur deux arches en anse de panier.

## Classement
Le vieux pont de Polleur est repris sur la liste du patrimoine immobilier classé de Theux depuis le 24 juillet 1936.

## Activités
Les sentiers de grande randonnée GR 15 et GR 573 franchissent le pont.